# روز جهانی پسر
روز جهانی پسر، هر ساله در ۱۶ مه (۲۶ اردیبهشت) جشن گرفته می‌شود. این روز اهمیت رفاه پسران و چالش‌هایی که با آن مواجه هستند را به رسمیت می‌شناسد، ضمن اینکه جنبه‌های مثبتی را که آنها برای جوامع و خانواده‌های خود به ارمغان می‌آورند، جشن می‌گیرد. برخلاف روز جهانی دختر، روز جهانی پسر رسماً توسط سازمان ملل متحد به رسمیت شناخته نشده است.